# Casa Oliveres
Casa Oliveres és un casal de Mataró (Maresme) protegit com a Bé Cultural d'Interès Local.

## Descripció
És un casal amb una planta baixa i tres plantes amb pisos. Presenta dues obertures amb arc pla a la planta baixa, dos balcons longitudinals al primer i segon pis i dues finestres a la tercera planta. La façana acaba amb un acroteri horitzontal llis. Destaca l'estucat lliscat a carreu en planta baixa i una parella de rostres petris sobre les obertures.